# GoldSrc
GoldSrc, auch Goldsource genannt, ist ein Retronym, das als interne Bezeichnung für die Game-Engine des Spieles Half-Life (1998) von Valve geprägt worden ist.
GoldSrc ist eine stark modifizierte Version des QuakeWorld-Codes, der wiederum auf der Quake-Engine (id Tech 2) basiert. Während der Entwicklung wurden einige kleinere Korrekturen aus der Engine von Quake II übernommen. GoldSrc unterstützt sowohl OpenGL als auch Direct3D.

## Herkunft des Namens
Die Engine hat keinen offiziellen Namen. Vor dem Erscheinen von Half-Life wurde sie in Computerspiel-Fachzeitschriften als auf „Quake Unified Technology“ basierend beschrieben.
Erik Johnson erklärt die Herkunft des Namens in einem Eintrag in der Valve Developer Community übersetzt so:

„Als wir kurz vor der Fertigstellung von Half-Life standen (weniger als eine Woche oder so), sahen wir, dass es Projekte gab, an denen wir arbeiten mussten. Wir konnten aber nicht riskieren, Code in die Release-Version einzuchecken, also erstellten wir zwei Forks in VSS: $/Goldsrc und /$Src. Über die nächsten paar Jahre benutzten wir diese Begriffe intern als „Goldsource“ und „Source“. Zumindest zu Anfang bezeichnete der Goldsrc-Ableger den Code der zur damaligen Zeit veröffentlichten Version und Source die Ansammlung von gewagterer Technologie, an der wir gerade arbeiteten. Als es zur ersten Präsentation von Half-Life 2 auf der E3 kam, war es Teil unserer internen Kommunikation „Source“ als Unterscheidung zu „Goldsource“ zu benutzen, und der Name blieb hängen.“

## Nachfolger
Als Nachfolger für GoldSrc entwickelte Valve die Source Engine, welche mit Counter-Strike: Source (2004) erstmals in einem kommerziellen Titel verwendet wurde.

## Spiele auf Basis der Engine
- Half-Life (Valve, 1998)
- Half-Life: Opposing Force (Gearbox Software, 1999)
- Team Fortress Classic (Valve, 1999)
- Counter-Strike (Valve, 2000)
- Gunman Chronicles (Rewolf Software, 2000)
- Ricochet (Valve, 2000)
- Half-Life: Deathmatch Classic (Valve, Id Software, 2001)
- Half-Life: Blue Shift (Gearbox Software, 2001)
- 007: Nightfire (Gearbox Software, 2002)
- Enter the Matrix (Shiny Entertainment, 2003)
- Day of Defeat (Valve, 2003)
- Counter-Strike: Condition Zero (Valve, Ritual Entertainment, Gearbox Software, Turtle Rock Studios, 2004)
- Counter-Strike Nexon: Zombies (Nexon Corp., 2014)